# Terni (stad)
De Italiaanse stad Terni ligt in de Midden-Italiaanse regio Umbrië en is hoofdstad van de gelijknamige provincie. De Latijnse naam van de stad was Interamna Nahars en lag op de Via Flaminia. Van oudsher is Terni de meest geïndustrialiseerde plaats van Umbrië. De stad bevindt zich op een waterrijke vlakte. De rivieren Serra en Tescino waren fundamenteel toen in de 19de eeuw de staalindustrie op gang kwam. Terni heeft een jonger uiterlijk dan de andere steden van Umbrië. Dit is een gevolg van de zware bombardementen die gedurende de Tweede Wereldoorlog een groot deel van het historische centrum vernietigden.
De belangrijkste monumenten in het centrum van Terni zijn de kerken San Francesco, Sant'Alò en Santa Maria Assunta en de resten van een amfitheater uit de eerste eeuw voor Christus.
Iets ten oosten van Terni liggen de enorme kunstmatige watervallen Cascate delle Marmore; deze stromen niet altijd, maar alleen op vaste tijden in het weekend en op feestdagen.

## Bijzonderheden
- Ternana Calcio is de professionele voetbalploeg van Terni en speelt in het Stadio Libero Liberati. Ternana Calcio was twee seizoenen actief op het hoogste Italiaanse niveau de Serie A.
- In de film La vita è bella komt een concentratiekamp voor. Decorbouwers hebben dat kamp opgebouwd op de resten van een chemische fabriek die in Terni stond.

## Geboren
- Marcus Claudius Tacitus (200?-276), Romeins keizer
- Giulio Briccialdi (1818-1881), fluitist, componist
- Libero Liberati (1926-1962), motorcoureur
- Paolo Pileri (1944-2007), motorcoureur en teammanager
- Vince Briganti (1947), gewezen Belgisch voetballer en voetbalcoach
- Paolo Tagliavento (1972), voetbalscheidsrechter
- Camilla Ferranti (1979), actrice
- Danilo Petrucci (1990), motorcoureur

## Foto's

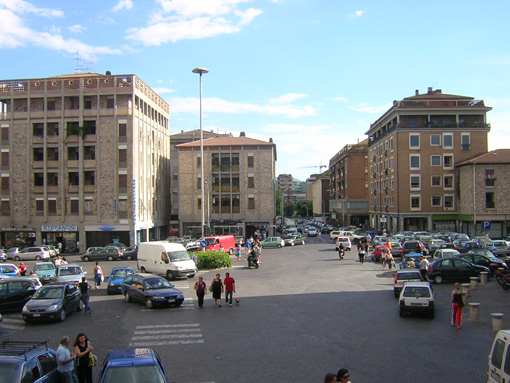
Piazza del Popolo
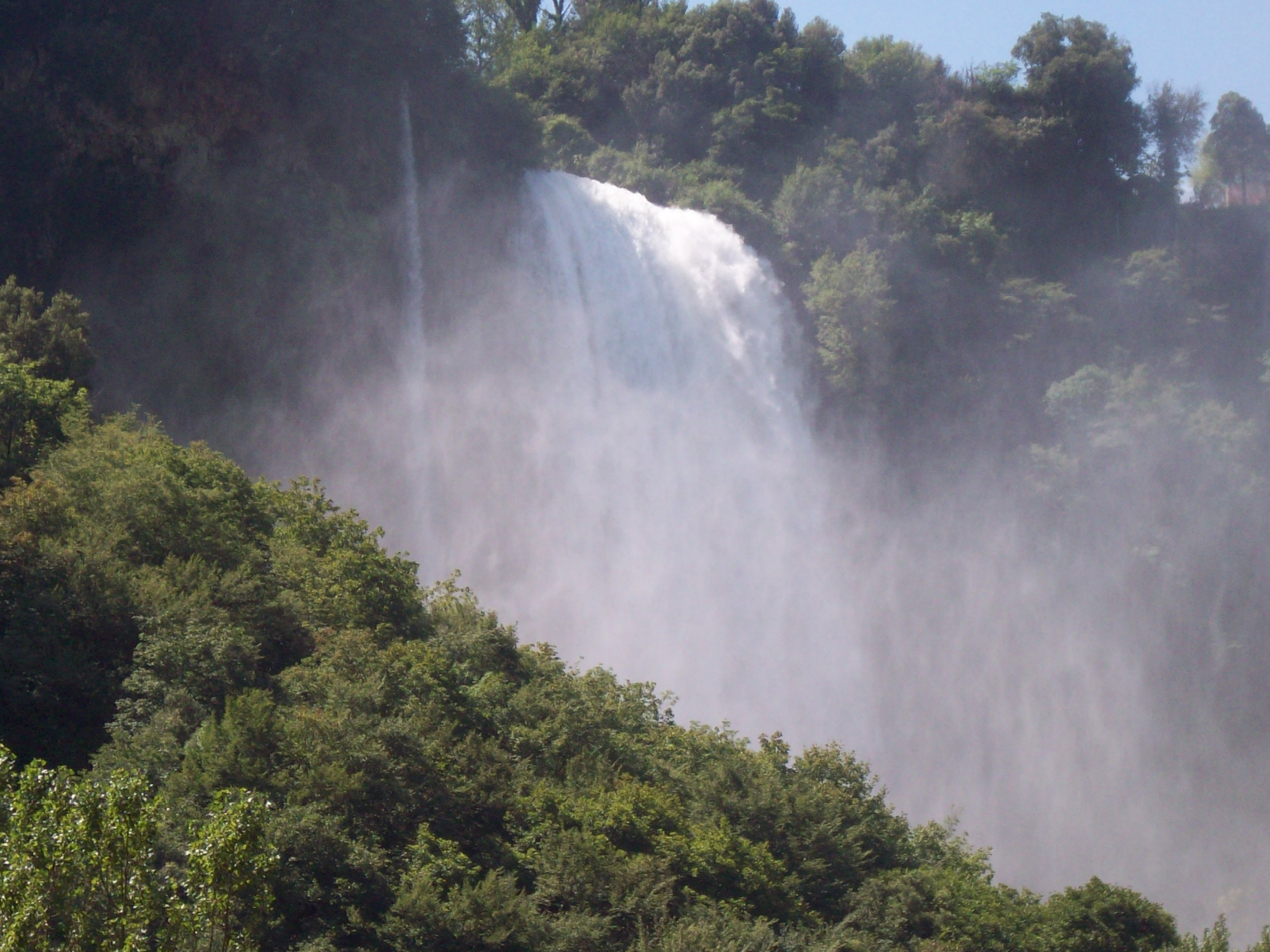
Watervallen van Cascate delle Marmore